# Melissa (álbum de Melissa Manchester)
Melissa es el tercer álbum de estudio de la cantautora Melissa Manchester. Fue lanzado en febrero de 1975 a través de Arista Records.
Tras su lanzamiento, el álbum recibió reseñas positivas de los críticos musicales y alcanzó la posición número 12 en la lista Top LPs & Tape de Billboard. Se lanzaron dos sencillos para promocionar el álbum, los cuales se posicionaron entre los primeros 30, siendo el primero de ellos, «Midnight Blue», un éxito número 1 en la lista Easy Listening. El álbum fue certificado disco de oro por la Recording Industry Association of America (RIAA) en 1977 por ventas de más de 500 000 copias, lo que lo convierte en uno de los álbumes más vendidos de Manchester.

## Grabación y contenido
Las sesiones de grabación del álbum tuvieron lugar en dos estudios diferentes de Estados Unidos: Sunset Sound (Los Ángeles) y A & R Studios (Nueva York). Vini Poncia produjo el álbum—con Richard Perry como productor ejecutivo—mientras que Bob Schaper se desempeñó como ingeniero de audio. Una vez completas las sesiones de grabación del LP, Bill Schnee mezcló el álbum en Sound Labs, un estudio ubicado en Los Ángeles, California. Melissa contenía diez canciones. Todos los temas fueron compuestos por Manchester, excepto «Love Havin' You Around» de Stevie Wonder y Syreeta Wright, y «I Don't Want to Hear It Anymore» de Randy Newman. Algunos coescritores incluían a David Wolfert («Party Music») y Adrienne Anderson («It's Gonna Be Alright»). El productor Poncia coescribió «Just Too Many People» mientras que la letrista Carole Bayer Sager coescribió cuatro pistas, incluido «Midnight Blue» y el homenaje al músico Stevie Wonder, «Stevie's Wonder».

## Recepción de la crítica
Un escritor no especificado de la revista Cash Box lo consideró “el LP más impresionante de Melissa hasta la fecha”, y lo atribuyó a “su creciente madurez con un sentimiento de despreocupación que es un placer escuchar”. Un escritor no especificado de Billboard lo consideró “su LP más versátil y, sin duda, más comercial hasta la fecha”, y lo atribuyó al “excelente trabajo de producción aquí”.

## Lista de canciones
Todas las canciones escritas y compuestas por Melissa Manchester y Carole Bayer Sager, excepto donde esta anotado. 
| Lado uno |                              |                          |          |  |
| N.º      | Título                       | Escritor(es)             | Duración |  |
| 1.       | «We've Got Time»             |                          | 4:22     |  |
| 2.       | «Party Music»                | Manchester David Wolfert | 3:28     |  |
| 3.       | «Just Too Many People»       | Manchester Vini Poncia   | 3:38     |  |
| 4.       | «Stevie's Wonder»            |                          | 3:33     |  |
| 5.       | «This Lady's Not Home Today» |                          | 4:31     |  |

| Lado dos |                                   |                              |          |  |
| N.º      | Título                            | Escritor(es)                 | Duración |  |
| 1.       | «Love Havin' You Around»          | Stevie Wonder Syreeta Wright | 4:40     |  |
| 2.       | «Midnight Blue»                   |                              | 3:55     |  |
| 3.       | «It's Gonna Be Alright»           | Manchester Adrienne Anderson | 3:32     |  |
| 4.       | «I Got Eyes»                      | Manchester                   | 2:43     |  |
| 5.       | «I Don't Want to Hear It Anymore» | Randy Newman                 | 5:02     |  |

## Créditos y personal
Créditos adaptados desde las notas de álbum de Melissa.
Personal técnico
- Vini Poncia – productor
- Richard Perry – productor ejecutivo
- Bob Schaper – ingeniero de audio
- Reed Stanley – ingeniero asistente
- Bill Schnee – mezclas

Diseño
- Ed Caraeff – fotografía
- Pacific Eye & Ear – ilustración
- Arton Associates – diseño
- Bob Heimall – director artístico

## Posicionamiento

### Gráfica semanal
| Gráfica (1975)                            | Pico de posición |
| ----------------------------------------- | ---------------- |
| Estados Unidos (Billboard Top LPs & Tape) | 12               |
| Estados Unidos (Cash Box Top 100 Albums)  | 18               |

### Gráfica de fin de año
| Gráfica (1975)                            | Pico de posición |
| ----------------------------------------- | ---------------- |
| Estados Unidos (Billboard Top LPs & Tape) | 20               |

## Certificaciones y ventas
| País                                                     | Certificación | Ventas   |
| -------------------------------------------------------- | ------------- | -------- |
| Estados Unidos (RIAA)                                    | Oro           | 500 000* |
| *cifras de ventas basadas únicamente en la certificación |               |          |